# Helius (Mammuthonasus) allunga
Helius (Mammuthonasus) allunga is een tweevleugelige uit de familie steltmuggen (Limoniidae). De soort komt voor in het Australaziatisch gebied.